# Воля-Вісньовська
Воля-Вісньовська (пол. Wola Wiśniowska) — село в Польщі, у гміні Сташув Сташовського повіту Свентокшиського воєводства.
Населення — 406 осіб (2011).
У 1975-1998 роках село належало до Тарнобжезького воєводства.

## Демографія
Демографічна структура на день 31 березня 2011 року:
|          | Загалом | Допрацездатний вік | Працездатний вік | Постпрацездатний вік |
| -------- | ------- | ------------------ | ---------------- | -------------------- |
| Чоловіки | 206     | 54                 | 127              | 25                   |
| Жінки    | 200     | 42                 | 110              | 48                   |
| Разом    | 406     | 96                 | 237              | 73                   |